# Крутова Нінель Василівна
Крутова Нінель Василівна (нар. 3 січня 1926, Київ, УРСР) — радянська і російська спортсменка, багатократна чемпіонка СРСР, чемпіонка Європи (1958), бронзова призерка Олімпійських ігор (1960) по стрибках у воду. Заслужений майстер спорту СРСР (1958, стрибки у воду, трамплін 3 м, вежа 10 м). Нагороджена орденом «Знак пошани».

## Спортивна біографія
1937 — почала займатися плаванням. З часом перейшла в такий вид спорту як стрибки у воду.
1949 — вперше стала чемпіонкою СРСР по стрибках з 10-метрової вежі.
Член збірної СРСР. Певний час залишалася на ведучих позиціях. Брала участь в Олімпійських іграх (Гельсінкі, Мельбурн), але до складу призерів не потрапила.
1964 — завершила спортивну кар'єру. У подальшому неодноразово брала участь у ветеранських змаганнях.
2014 — нагороджена знаком «Московський динамівець» за активну участь у роботі Ради ветеранів МГО ВФСО «Динамо».
Наразі проживає у Москві.

### Час успіхів
1958 — золота призерка чемпіонату Європи по водних видах спорту, стрибки з трампліну (Будапешт, Угорщина). Тренер: Тетяна Петрухіна, Заслужений майстер спорту СРСР по стрибках у воду.
1960 — бронзова призерка XVII Олімпійських ігор по стрибках у воду (стрибки з вежі), Рим (Італія). Ця перемога стала першою для радянських стрибунів у воду.
1962 — срібна призерка чемпіонату Європи по водних видах спорту, стрибки з трампліну.
Чемпіонка СРСР (1955, 1957, 1959) у стрибках з трампліну, (1949, 1959, 1960—1963) у стрибках з вежі.